# Hippopodina feegeensis
Hippopodina feegeensis is een mosdiertjessoort uit de familie van de Hippopodinidae. De wetenschappelijke naam van de soort is, als Lepralia feegeensis, voor het eerst geldig gepubliceerd in 1884 door Busk.